# میهوب
میهوب (به عربی: میهوب) یک شهرداری در الجزایر است که در استان مدیه واقع شده‌است. میهوب ۱۰۴٫۹۲ کیلومتر مربع مساحت و ۱۲٬۱۹۱ نفر جمعیت دارد.